# Auburn Hills
Pour les articles homonymes, voir Auburn.
Auburn Hills est une cité située dans l’État américain du Michigan. Elle se trouve en banlieue de Détroit, dans le comté d'Oakland. Selon le recensement de 2010, sa population est de 21 412 habitants.
La ville est un centre d'industrie et de divertissement. Elle héberge le siège social du troisième constructeur d'automobiles américain Chrysler. Le site de Chrysler accueillait jusqu'en 2016 le Musée Walter P. Chrysler. La ville compte une usine de fabrication de pneumatiques du groupe allemand Continental AG.
On y trouvait également jusqu'en juillet 2020 le Palace of Auburn Hills, une salle omnisports qui servait de domicile aux Pistons de Détroit et au Shock de Détroit,. Le Palace accueillait également des concerts.